# Historia de Zaragoza

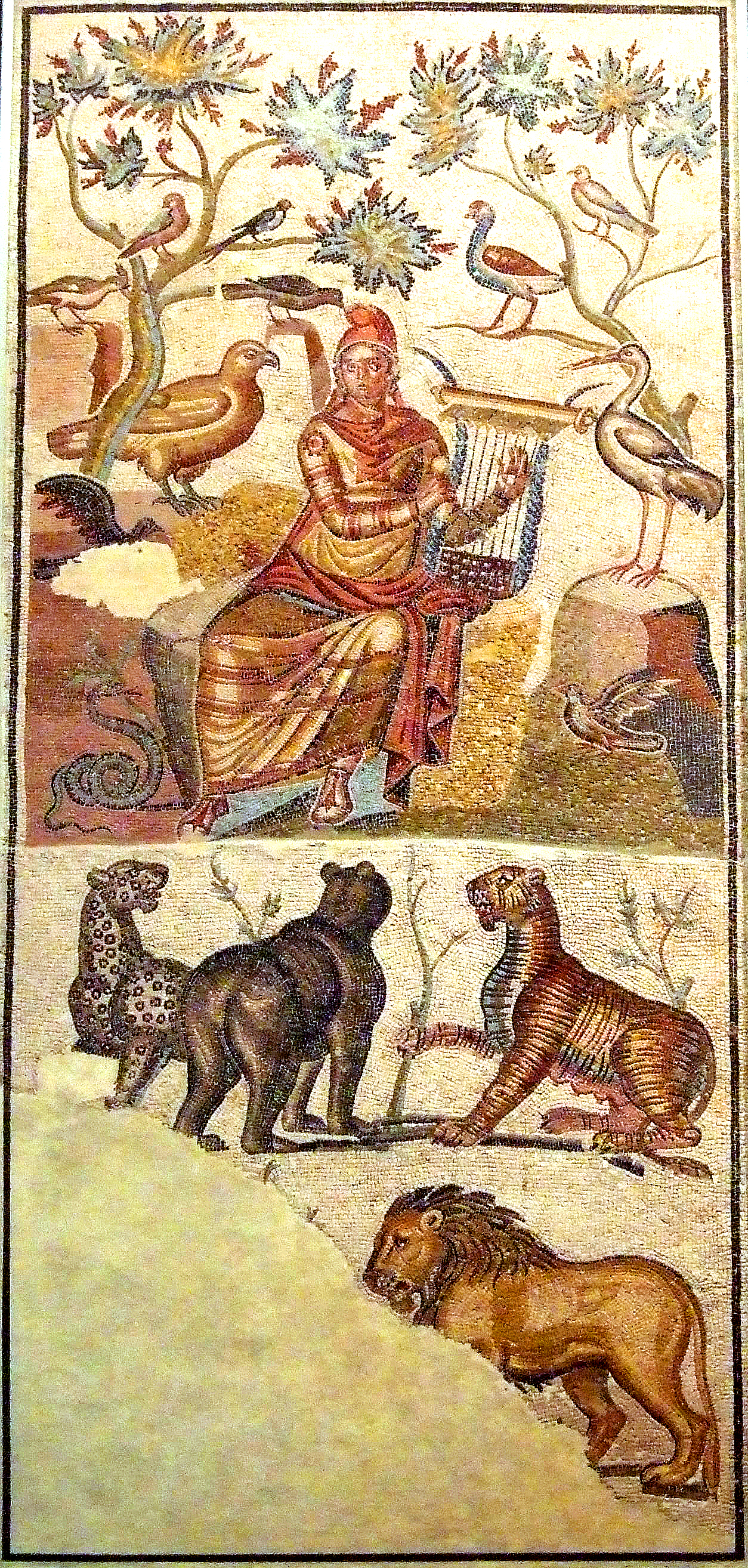
Mosaico romano de Orfeo de Caesaraugusta.

La ciudad de Zaragoza cuenta con más de dos mil años de historia. La población más antigua documentada data del siglo VII a. C., en los restos de unos poblamientos del final de la edad del Bronce. Sobre el asentamiento ibero de Salduie se fundó, entre el 25 y el 12 a. C., muy probablemente el 14 a. C., una colonia inmune, Caesaraugusta, en honor de César Augusto. Tras una franca decadencia en los siglos III y IV después de Cristo, la ciudad siguió manteniendo con la dominación visigoda su influencia, siendo un destacado centro episcopal.
La llegada del islam produjo un nuevo periodo materializado en la Taifa de Saraqusta, reino independiente que en la segunda mitad del siglo XI llevó la civilización andalusí a una de sus máximas cotas en filosofía y arquitectura.
Tras la conquista de la ciudad por Alfonso I el Batallador en 1118, se convertiría en la capital del Reino de Aragón, y fue también la sede en la que se coronaron los reyes de la Corona de Aragón. Sucesivas transformaciones en la Baja Edad Media y la Edad Moderna tuvieron un desgraciado final en los Sitios de Zaragoza de 1808, con la práctica destrucción de la ciudad y la catástrofe demográfica subsiguiente.
Sin embargo, desde la segunda mitad del siglo XIX hasta nuestros días, Zaragoza ha seguido pujante, y es actualmente la quinta ciudad de España en términos demográficos.

## Etimología
Sobre la villa ibérica de Salduie, César Augusto fundó una colonia de ciudadanos libres romanos llamada Caesaraugusta en honor al emperador. Tras la conquista musulmana, la ciudad aparece documentada como Saraqusta, y era conocida como Medina Albaida (la ciudad blanca).
La evolución de Cæsaraugusta a Zaragoza, habría sido la siguiente: 
Fonológica: */tsɛsaɾ.au'ɡusta/ > */tsɛsɾa'ɡusta/ > */tsaɾa'ɡusta/ > */tsaɾa'ɡosta/ > */tsaɾa'ɡotsa/ > /θaɾa'ɡoθa/.
Ortográfica: CæsarAugusta  >  (Sin dato) > Saraqusta  >  Çaracozta >  Çaragoça > Zaragoza.

## Prehistoria
Los vestigios humanos más antiguos que se han encontrado en la ciudad son unos fondos de cabañas de la Edad del Bronce Final en la confluencia de los ríos Huerva y Ebro, datados entre el 630 y el 600 a. C.
Este poblamiento perdura en la Primera Edad del Hierro entre esta fecha y principios del siglo V a. C.. Se han encontrado varias casas de adobe en el mismo solar.

## Salduie

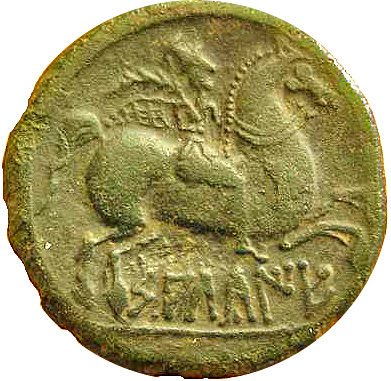
Reverso de un as de Salduie. El nombre de la ciudad aparece en la inscripción íbera.

Salduie fue la ciudad íbera sedetana, organizada como una ciudad-estado, que está documentada desde la segunda mitad del siglo III a. C. En este siglo ocupaba un solar de una hectárea en la confluencia de los ríos Ebro y Huerva, y llegó a las 10 ha en el siglo I a. C. Desde mediados del siglo II a. C. acuñó moneda propia, aunque estas acuñaciones pudieron haberse iniciado un siglo antes. En estas monedas ibéricas se documenta el nombre de la ciudad íbera: «Saltuie» o «Salduie», y no Salduba como se interpretó, por error, el nombre latino de la ciudad documentado en un texto de Plinio el Viejo, «Salduvia». Sin embargo, no era la ciudad más importante de la zona: otras ciudades sedetanas como Sedeisken, Kelse o Azaila la superaban, al menos hasta finales del siglo II a. C. Por otra parte, Catón documenta el fuerte viento que sopla en el valle: cercius, el cierzo.
En el siglo III a. C. los sedetanos, al contrario que sus poderosos vecinos los ilergetes, que apoyaban a Cartago, fueron aliados de los romanos en la segunda guerra púnica. La primera mención de este pueblo es de Tito Livio, que describe cómo los romanos, en respuesta de un ataque de los ilergetes a los sedetanos, derrotaron a los primeros y mataron a sus jefes Indíbil y Mandonio.
Pero a pesar de todo, durante todo el siglo II a. C. Salduie y el pueblo sedetano se mantuvo fiel al Senado y Pueblo Romano en calidad de «socio» (socii), esto es, aliado antiguo. Por esta razón, la romanización fue avanzando progresivamente a lo largo de todo el valle del Ebro, expandiéndose desde el litoral tarraconense. 
A fines del siglo II a. C. ya existe una vía de comunicación construida por los ingenieros de las legiones romanas, cuya misión era comunicar el valle del Ebro hasta Calagurris (Calahorra), con lo que hacia el año 100 a. C. la romanización de Salduie es un hecho. La nobleza local envía a sus hijos a combatir como equites en el ejército romano —el Bronce de Ascoli (89 a. C.) documenta la participación de jinetes de Salduie en la península itálica y la excepcional recompensa de la ciudadanía romana por el valor mostrado durante la batalla de Asculum en 89 a. C. — y decora los pavimentos de sus casas con mosaicos. Incluso van adoptando la religión de la cultura hegemónica, por medio del sincretismo de las deidades locales con las romanas. El Bronce II de Botorrita atestigua el sometimiento de las gentes de Salduie y sus alrededores al derecho romano a comienzos del primer siglo antes de nuestra era.
El aspecto de la ciudad durante el siglo I a. C. está documentado por el hallazgo de muros que parapetaban las terrazas fluviales del Ebro y que constituían también casas fabricadas con un zócalo de sillares de alabastro recrecidos en adobe. Los muros serían decorados, como ocurre en el Cabezo de Alcalá (Azaila), con pinturas o, más sencillamente, enlucidos con cal. Los pavimentos eran de ceniza o gravilla apisonada, pero aparecen algunos mosaicos más lujosos de opus signinum, con dibujos hechos de teselas embutidas en mortero.

## Caesaraugusta

Caesaraugusta sobre plano moderno de la ciudad
1.- Decumano (actuales calles Mayor, Espoz y Mina y Manifestación)
2.- Cardo (actual calle Don Jaime)
3.- Foro de Caesaraugusta
4.- Puerto fluvial
5.- Baños públicos
6.- Teatro
7.- Muralla

La colonia inmune romana de Caesar Agusta fue fundada el año 14 a. C., posiblemente el 23 de diciembre. Coincidía con la reorganización de las provincias de Hispania por César Augusto tras su victoria en las guerras cántabras.
Colonia Caesaraugusta era el nombre que recibía la nueva ciudad, que gozaba del privilegio de ostentar el nombre completo de su fundador, quien encomendó su deductio, como otras muchas tareas del Imperio, a su yerno Agripa.
En la fundación de la ciudad participaron soldados veteranos de las legiones IV Macedonica, VI Victrix y X Gemina, licenciados tras la dura campaña contra los cántabros, con la doble intención de garantizar la defensa del territorio a la vez que fijar en él la presencia de Roma. Zaragoza contaba con el título de Colonia Inmune, lo que hacía que disfrutase de determinados privilegios como el derecho a acuñar moneda o la exención del pago de impuestos. Los nuevos ciudadanos fueron adscritos a la tribu Aniense.
En el proceso de reorganización de territorios hispanos, se crean tres provincias, Tarraconensis, Baetica y Lvsitania, divididas en conventos jurídicos (distritos menores con funciones judiciales y administrativas); de ellos, el regido por Caesarugusta, el Convento Jurídico Caesaraugustano, era el más extenso de los siete en los que se dividía la provincia Tarraconense. Caesaraugusta asumió desde un primer momento el papel de cabecera regional, sustituyendo a la colonia Victrix Ivlia Celsa (en la actual Velilla de Ebro).
El periodo de mayor apogeo de la ciudad (siglos I y II) trajo consigo muchas de las grandes obras públicas, de las que aún hoy podemos ver algunas: el foro, el puerto fluvial (que convirtió a Caesarugusta en el principal redistribuidor de mercancías en el valle del Ebro), las termas públicas, el teatro, el anfiteatro, el primer puente de la ciudad (situado en el emplazamiento del actual puente de Piedra y que probablemente era una obra mixta de piedra y madera).
El agua también ha representado un importante papel en la Zaragoza romana, tanto por su situación a orillas del río Ebro y junto a la desembocadura del Huerva y el Gállego como por sus complejos sistemas de abastecimiento y regadío. Junto a las ya mencionadas termas, se han documentado multitud de aljibes, fuentes y diversos tramos de tuberías de plomo y saneamiento.
Llega el siglo III, la construcción de una imponente muralla y el abandono de las grandes obras públicas denotan el importante proceso de crisis en el mundo romano (segunda mitad del siglo III). El comercio y la vida en Caesaraugusta no decaen y ayudan al florecimiento cultural de la misma.
A lo largo del siglo V, Caesaraugusta, al igual que todo Occidente romano, se ve inmersa en un proceso de desintegración del poder imperial.

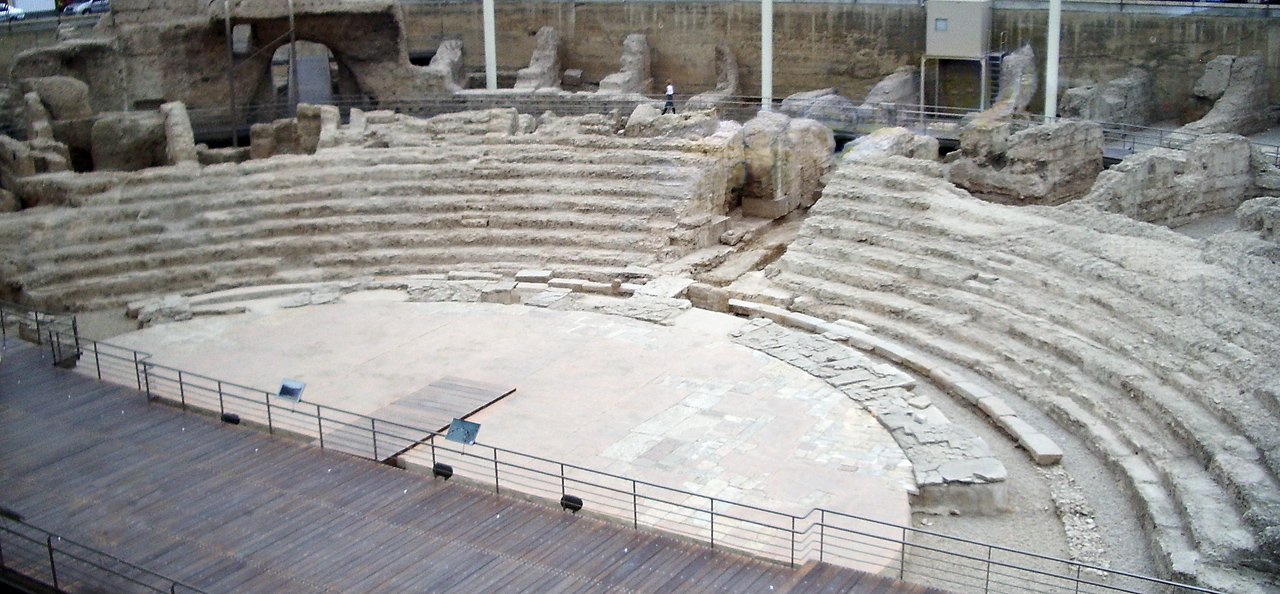
Teatro romano de Caesaraugusta. Siglo I d. de J. C.
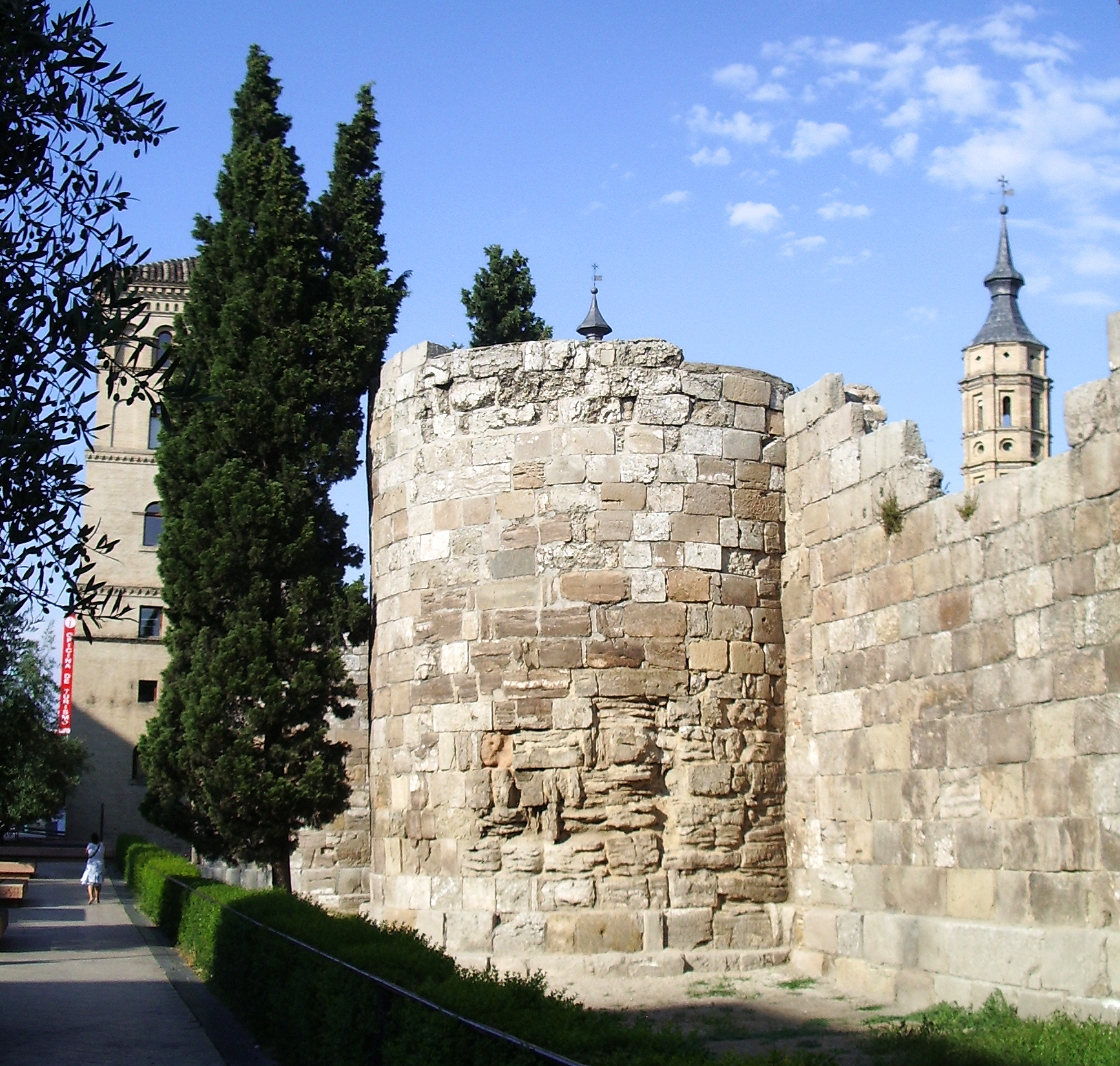
Muralla romana de Zaragoza antigua Caesaraugusta.
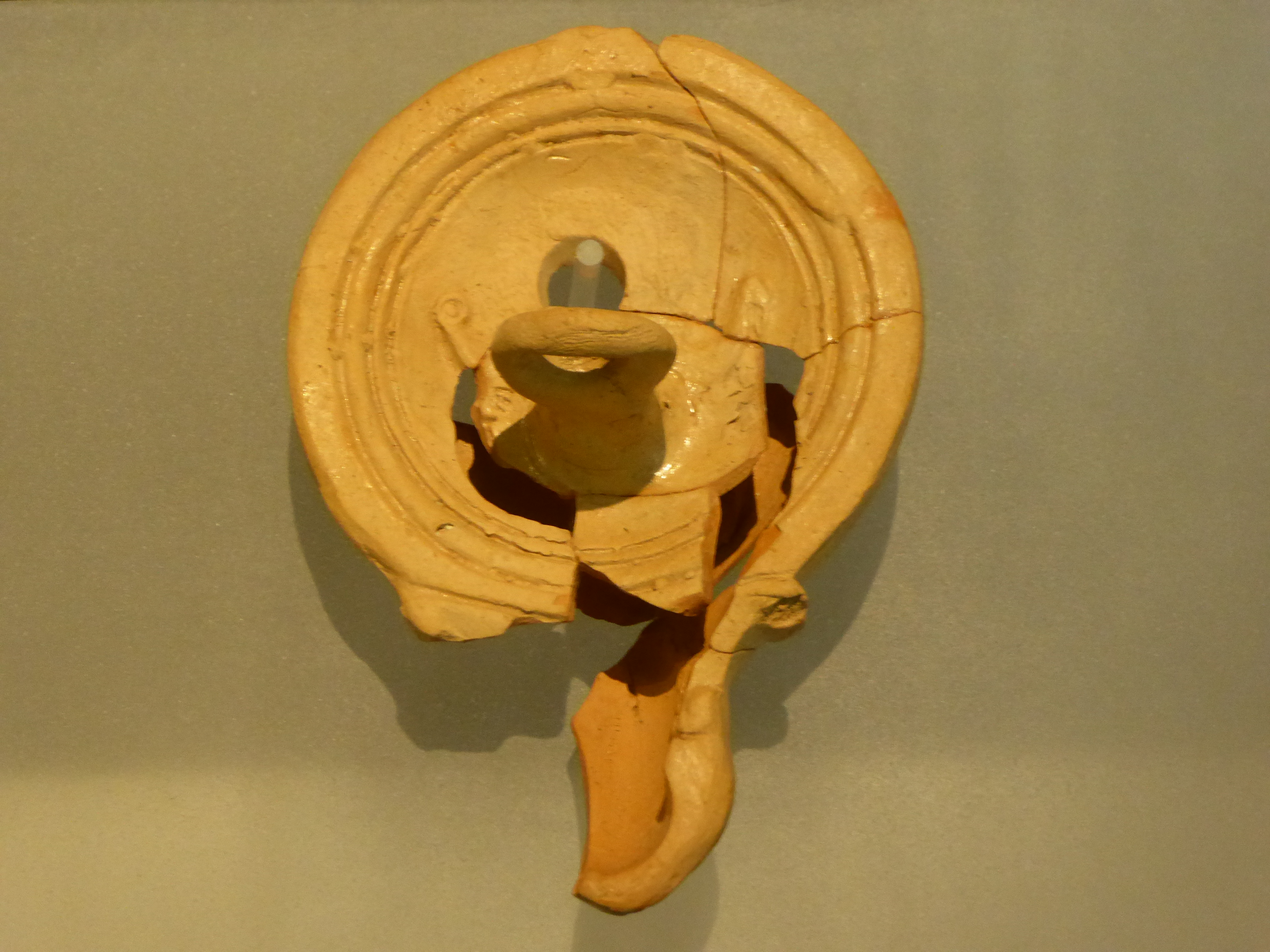
Lucerna con la esquematización del perfil de un barco con espolón.
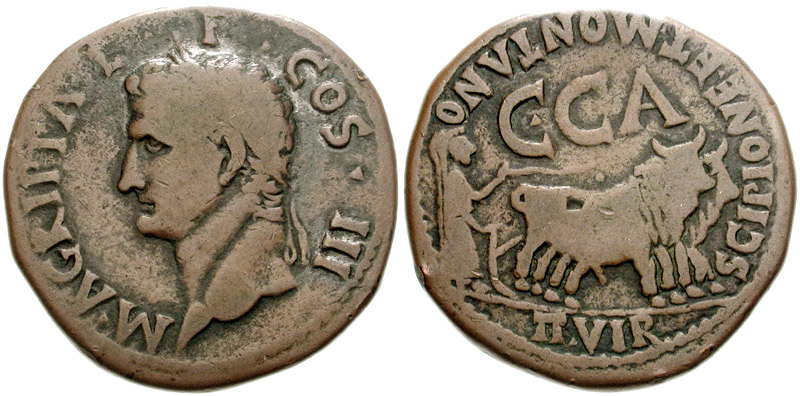
Moneda de la época de Calígula acuñada en la ceca de Caesar Augusta.

## Cesaracosta

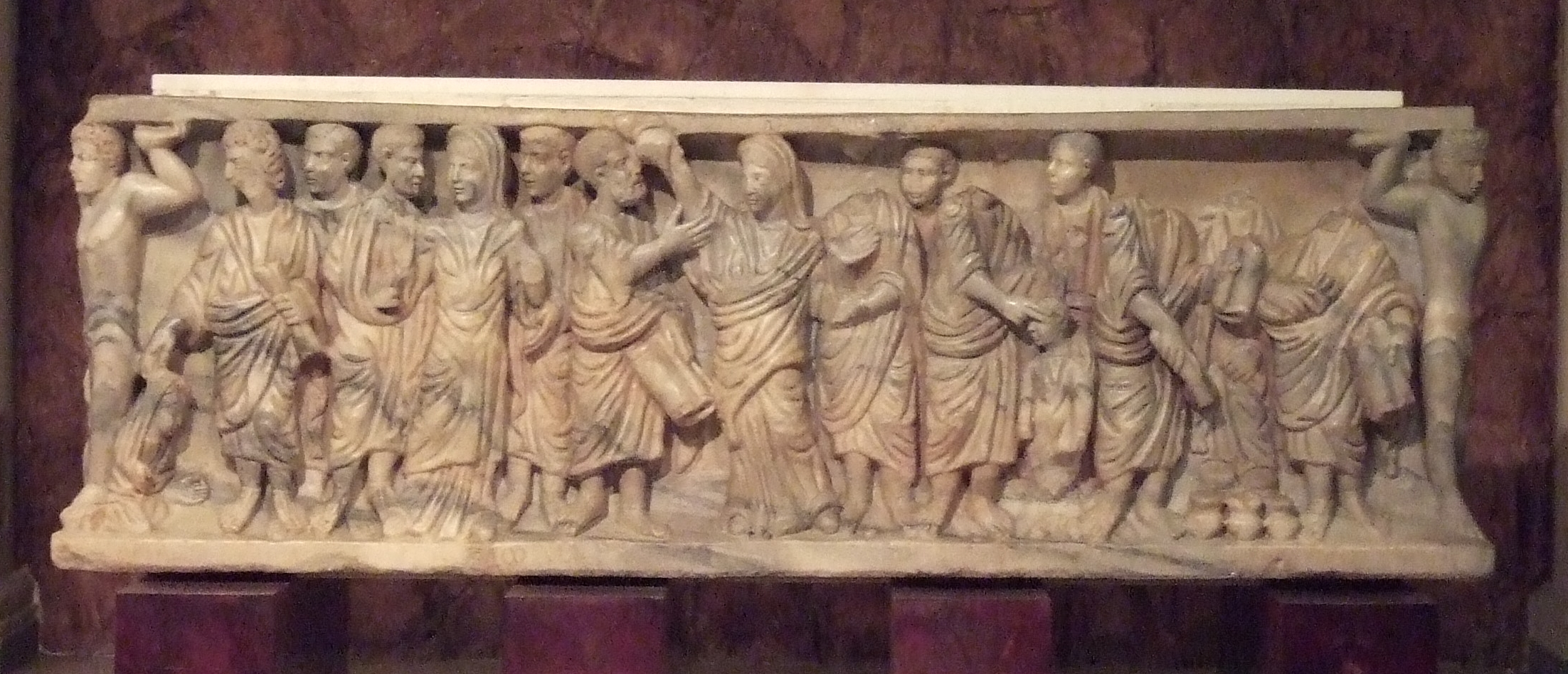
Sarcófago paleocristiano Receptio Animae, siglo IV. Conservado en la Basílica de Santa Engracia de Zaragoza.

Hacia el 409 suevos, alanos y vándalos llegaban a la Península. Zaragoza seguía manteniéndose como ciudad romana a principios del siglo V y, gracias a las imponentes murallas, pudo defenderse de cuantos la atacaron, protegida por soldados veteranos y collegia iuvenum. Cuando en el 411 Flavio Honorio consiguió derrotar la sublevación Constantino III, en Hispania tan sólo consiguió mantener el control de la Tarraconense, que incluía el convento Caesaraugustano, el resto se perdió en manos de los bárbaros germanos. Entre el 441 y el 454 el valle del Ebro se vio azotado por los bagaudas, de los que Zaragoza se libró gracias de nuevo a las murallas y a la intervención del ejército visigodo, todavía bajo obediencia romana.
Finalmente, en el 472 el ejército visigodo al mando del conde Gauterico toma la ciudad en nombre del rey Eurico, pasando a formar parte del reino visigodo de Tolosa. La ciudad mantuvo en gran parte sus costumbres romanas y en el 504 todavía se celebraban juegos circenses.
En el 541 el ejército franco de Childeberto I y Clotario, después de haber expulsado a los visigodos de Galia, se dirigieron hacia el sur y asediaron Zaragoza. El asedio duró dos meses, ya que como no conseguían rendirla con las armas, lo intentaron por hambre. La leyenda quiere que los ciudadanos, para proteger la ciudad, paseaban por las murallas la milagrosa túnica de San Vicente Mártir. Los francos, ya convertidos al catolicismo, habrían aceptado levantar el asedio a cambio de la estola de San Vicente, que Childeberto llevaría de vuelta a París para depositarla en una iglesia relicario construida con ese propósito, que con el tiempo se convertiría en la abadía de Saint-Germain-des-Prés. Las consecuencias del asedio fueron hambre y enfermedades, que se extendieron por la ciudad, en parte por la destrucción de los cultivos de los alrededores.

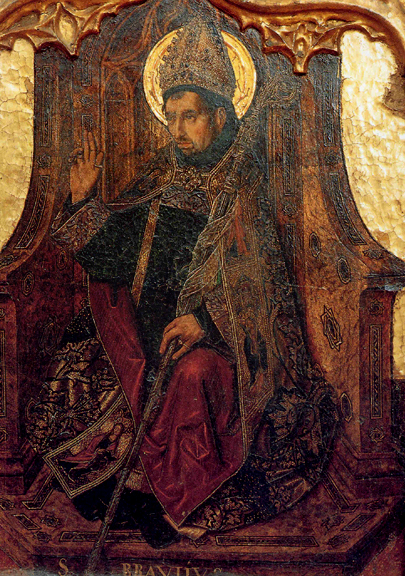
Braulio de Zaragoza. Retrato de Bartolomé Bermejo en la predela del Retablo de Santa Engracia de Daroca.

Hacia finales del siglo VI, Leovigildo convenció a Vicente II (572-586), obispo de Zaragoza, para que se convirtiera al arrianismo. El escándalo fue mayúsculo y se mantuvo hasta la conversión oficial de los visigodos al catolicismo en el concilio de Toledo de 589. 
En el siglo VII, la ciudad tuvo un florecimiento cultural gracias a una serie de grandes obispos, Juan II, Braulio, Tajón y Valderedo vinculados al monasterio de Santa Engracia, que poseía una importante biblioteca. Así Zaragoza se convierte en uno de los centros culturales de Hispania, junto con la Sevilla de San Isidoro y la Toledo de San Eugenio. Braulio, obispo de Zaragoza, también escribió el Liber Iudiciorum, que eliminaba la diferencia jurídica entre hispanorromanos y visigodos y que fue promulgada por Recesvinto, y mandó a Isidoro de Sevilla escribir sus Etymologiae u Originum sive etymologiarum libri viginti.
La ciudad fue de nuevo protagonista en la disputa por el trono entre Suintila y Sisenando. Suintila se refugió en Zaragoza contra las tropas de Sisenando, que, ayudados por un ejército mercenario franco, sitiaron la ciudad. No consiguieron tomarla por las armas, pero deserciones y traiciones llevaron a Suintila a rendirse, con lo que Sisenando se proclamó rey en la ciudad.

### Los sínodos de Zaragoza
En o hacia el año 380 tuvo lugar el primer sínodo de Zaragoza, en el que los obispos de la península y de Aquitania adoptaron ocho cánones relacionados más o menos directamente con el priscilianismo, la herejía dominante del momento. Un segundo sínodo, en el año 592, solucionó problemas prácticos de la reciente conversión de los visigodos desde el arrianismo. El tercer sínodo, en el 691, resultó en cinco cánones de disciplina. Fue el único de nivel nacional que no se celebró en Toledo.

## Saraqusta

Saraqusta sobre plano moderno de Zaragoza.
1. Mezquita Blanca (Aljama)
2. La Zuda
3. Puerta de Alcántara
4. Puerta de Toledo
5. Puerta Cinegia
6. Puerta de la Alquibla (o de Valencia),
7. Puerta de Sancho
8. Puerta del Portillo
9. Puerta de Baltax
10. Puerta de las Santas Masas
11. Puerta de Tenerías
12. Palacio de la Aljafería (Alcazaba)
Medina Saraqusta
Judería
Barrios mozárabes
Arrabales
Zoco
Almusara

Desde el 714, la ciudad pertenece sucesivamente al Valiato de al-Ándalus, al Emirato de Córdoba y finalmente al Califato de Córdoba. Fue un puesto avanzado en la lucha contra los reinos cristianos del norte, denominado Marca Superior, que gozó de relativa independencia. Fue gobernado en la segunda mitad del siglo X por una dinastía de origen muladí que tenía lazos de sangre con los Íñigo Arista de Pamplona, los Banu Qasi.
Tras la guerra civil (fitna) en Córdoba, a principios del siglo XI, el poder central desapareció y esto condujo a la caída del Califato y la constitución de estados independientes o taifas. Así ocurrió con la antigua Marca Superior o Zagr Alandalus, que ocupaba los territorios del valle medio del Ebro y cuya capital era Zaragoza.
Este reino fue uno de los más brillantes de al-Ándalus y permaneció independiente durante casi un siglo. Los tuyibíes, clientes de los omeyas, fueron los primeros reyes de la Taifa de Zaragoza hasta 1038, en que los Banu Hud llegaron al poder y llevaron al Reino de Zaragoza a su máximo esplendor político y cultural. La ciudad era uno de los más importantes centros comerciales de la Europa occidental, con una población que pudo alcanzar los 25 000 habitantes en el último cuarto del siglo XI. Bajo la monarquía de Ahmad I Al-Muqtadir, sus dominios se extendían hasta la actual Alicante por el sur y hasta la actual provincia de Tarragona por el norte, siendo el régulo de Valencia vasallo de Zaragoza. La obra más señera de esta época es el Palacio de la Aljafería, construido bajo el reinado de Al-Muqtadir.
En 1110 fue ocupada por los almorávides, aunque mantuvieron gobernadores que gozaron de cierta independencia hasta 1118, el año de la ocupación cristiana por parte de Alfonso el Batallador.

## Çaragoça
La ciudad fue conquistada a los musulmanes y en el 1118 por el rey Alfonso I El Batallador. Experimentó tras la conquista un probable descenso demográfico, pues muchos musulmanes partieron a Valencia o tuvieron que abandonar la medina (la ciudad amurallada) y trasladar su residencia a los arrabales, por lo que Zaragoza tuvo que ser repoblada por occitanos y navarros.

### Las Alteraciones de Zaragoza

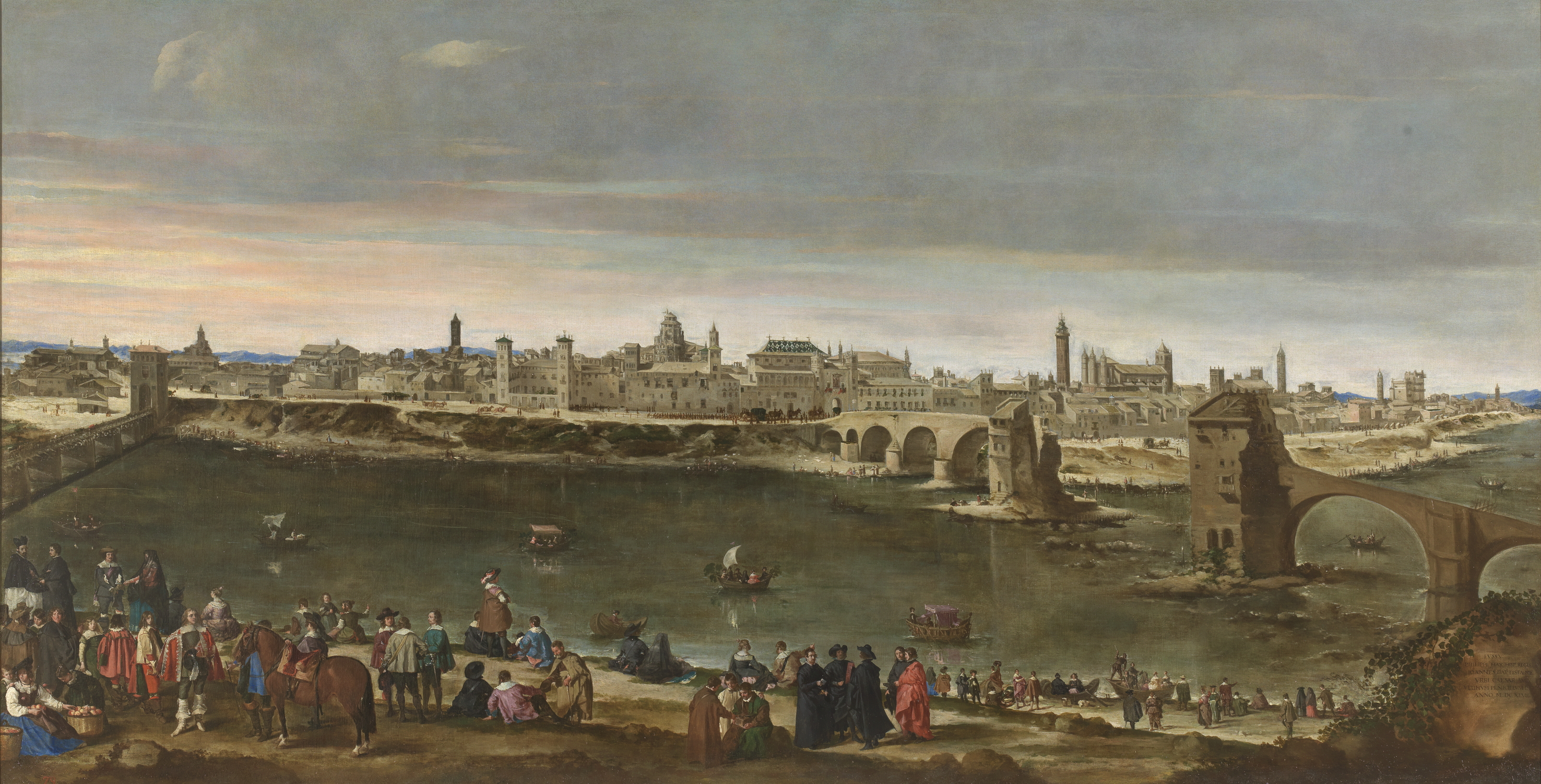
Vista de Zaragoza en 1647, por J.B. Martínez del Mazo, a veces atribuido a su maestro Velázquez.

Se producen en el año 1591. El desencadenante fue el suceso que afectó a uno de los secretarios del rey Felipe II llamado Antonio Pérez. Tras disputas palaciegas Felipe II ordenó la detención de Pérez por un asesinato. Antonio Pérez, que vivió en Nápoles (territorio ligado tradicionalmente a la Casa de Aragón), era conocedor de un derecho particular de los Fueros Aragoneses: el derecho de Manifestación, por el que el Justicia de Aragón tenía a cargo velar. Este fuero dificultaba la acción jurídica de la administración real. La llegada a Zaragoza de Pérez, y su acogimiento al derecho de manifestación, provocó un tumulto en la Plaza del Palacio de Justicia, y en aquel tumulto falleció el Justicia Juan de Lanuza IV (El Viejo). Le sucedió su hijo Juan de Lanuza V (El joven) que continuó con el proceso de Pérez. Todo ello llevó a que Felipe II decidiera trasladar el proceso a la jurisdicción del Tribunal del Santo Oficio de la Inquisición, recluyendo a su exsecretario en la cárcel de dicha institución situada en el Palacio de la Aljafería. 
El pueblo ante el arresto reaccionó violentamente asaltando la Aljafería, liberando a Pérez, y poniéndolo a disposición del Justicia de Aragón. El pueblo vio en el arresto de Antonio Pérez una vulneración de los Fueros y Costumbres de Aragón, que el rey había jurado cumplir al subir al trono.
Ante la sublevación general de las gentes de Zaragoza, Felipe II decide emplear la fuerza y envía un ejército para ocupar Zaragoza. La Generalidad de Aragón, con el Justicia al frente, comenzó a reclutar tropas para enfrentarse al ejército real, pero, mal organizado, fue derrotado. El ejército de Felipe II entró en la capital a finales de 1591, apresando al Justicia y a los afines a la revuelta. El desenlace fue la sentencia de pena de muerte para Juan V de Lanuza, quien fue ejecutado el 20 de diciembre de 1591. En las Cortes del año siguiente, en Tarazona, Aragón perdió parte de sus privilegios.

## Zaragoza

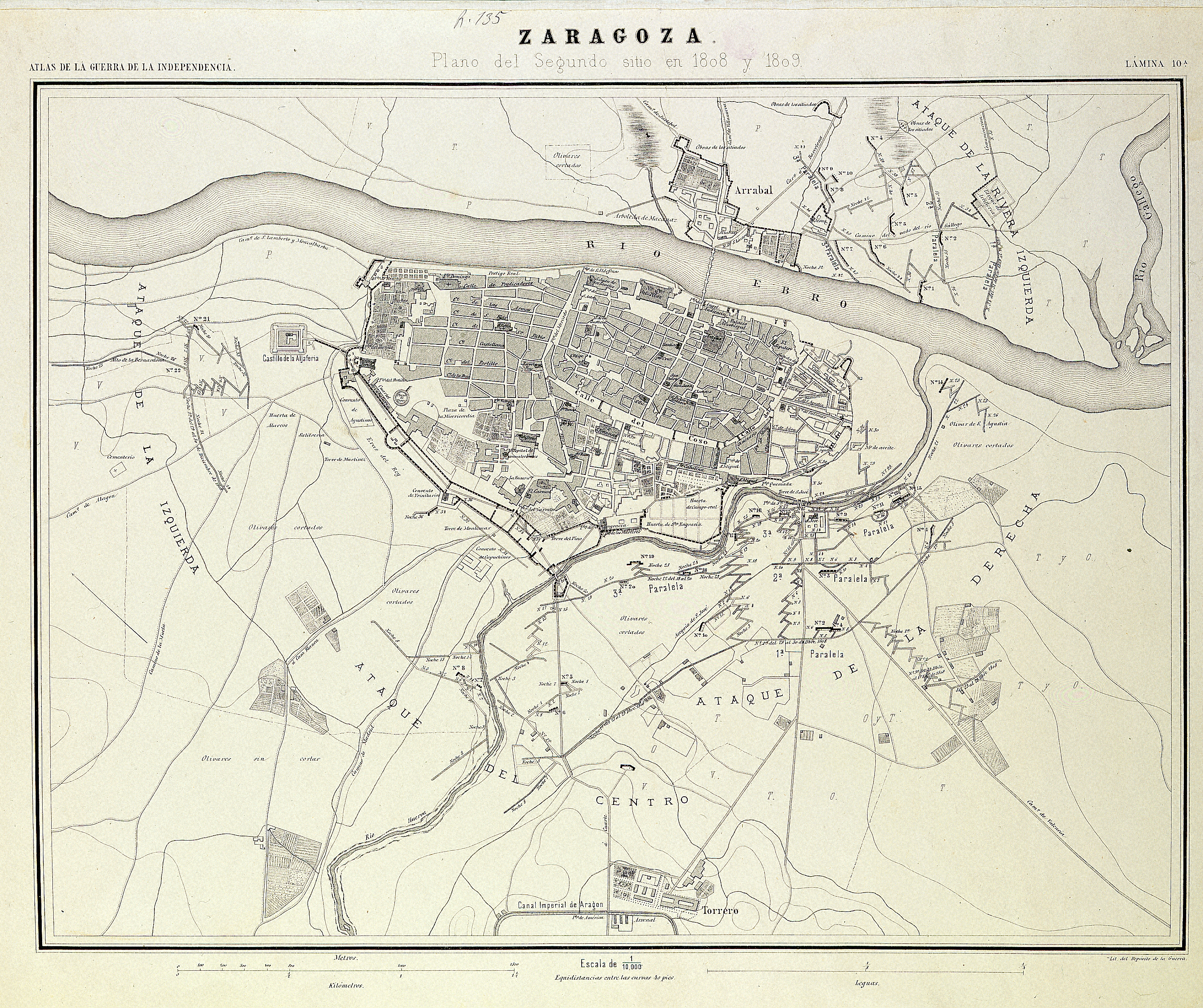
Mapa del segundo sitio.

### Guerra de sucesión española
La batalla de Zaragoza o batalla del monte Torrero se libró el 20 de agosto de 1710 en el marco de la guerra de sucesión española.

### La Guerra de la Independencia
Durante la invasión napoleónica de España, la plaza de Zaragoza sufrió dos asedios conocidos como Los Sitios de Zaragoza.
La ciudad inicialmente fiel al rey (y por lo tanto al ejército francés debido a los pactos entre España y Francia) al conocer la abdicación de Fernando VII, se sublevó, capturando el castillo de la Aljafería, apoderándose de las armas que en ella había y nombrando al general Palafox comandante.
Cuando el ejército francés trató de ocupar de nuevo Zaragoza, esta opuso una enconada resistencia, quedando prácticamente destruida (de 55.000 habitantes pasó a 12.000).
El 8 de octubre de 1869, durante el Sexenio Democrático, el Batallón de Cazadores Segorbe n.º 12 reprime la revuelta republicana, interviniendo en combates en las calles de la ciudad.

### La Guerra Civil
Zaragoza fue un centro del levantamiento militar de la Guardia Civil el 17 de julio de 1936, al inicio de la guerra civil española, por lo que fue un foco del bando sublevado o franquista contra el bando republicano.
Atentado terrorista
El 11 de diciembre de 1987, la casa cuartel de la Guardia Civil de la Avenida de Cataluña fue objeto de un atentado con coche bomba perpetrado por la organización terrorista ETA que se saldó con la muerte de 11 personas, entre ellas 5 niños.

### Exposiciones internacionales
La ciudad de Zaragoza ha sido y es sede de importantes eventos internacionales como pueden ser la Exposición Hispano-Francesa de 1908 y la Exposición Internacional de 2008 sobre el tema «Agua y desarrollo sostenible».